# Смит, Герберт
Герберт Смит (англ. Herbert Smith; 1890 — 1978) — английский авиаконструктор начала XX века.
Начал работу инженера в компании Dean, Smith & Grace в Йоркшире. В марте 1914 года стал работать в компании «Сопвич (компания)» в качестве чертёжника и в конце того же года стал главным инженером этой компании. Его основные разработки этого периода — Pup, Triplane, Сопвич Кэмел и Snipe. В октябре 1920 года ушёл из компании.
В феврале 1921 года Mitsubishi Internal Combustion Engine Manufacturing Company в Нагое пригласила Смита и нескольких бывших инженеров фирмы «Сопвич» для работы в авиастроительном подразделении компании. В Японии Смит и его команда разработали три самолёта: Mitsubishi B1M, Mitsubishi 1MF и Mitsubishi 2MR.
В 1924 году Смит вернулся в Англию и больше не работал в авиастроительной отрасли.